# Raseiniai (gemeente)
Raseiniai is een van de 60 Litouwse gemeenten, in het district Kaunas.
De hoofdplaats is de gelijknamige stad Raseiniai. De gemeente telt 44.200 inwoners op een oppervlakte van 1573 km².

## Plaatsen in de gemeente
Plaatsen met inwonertal (2001):
- Raseiniai – 12541
- Ariogala – 3697
- Viduklė – 1911
- Girkalnis – 997
- Nemakščiai – 905
- Šiluva – 800
- Norgėlai – 744
- Betygala – 559
- Paliepiai – 518
- Gyliai – 509